# Colias chlorocoma
Colias chlorocoma är en fjärilsart som beskrevs av Hugo Theodor Christoph 1888. Colias chlorocoma ingår i släktet Colias och familjen vitfjärilar. Inga underarter finns listade i Catalogue of Life.